# الكأس الذهبية الملكية

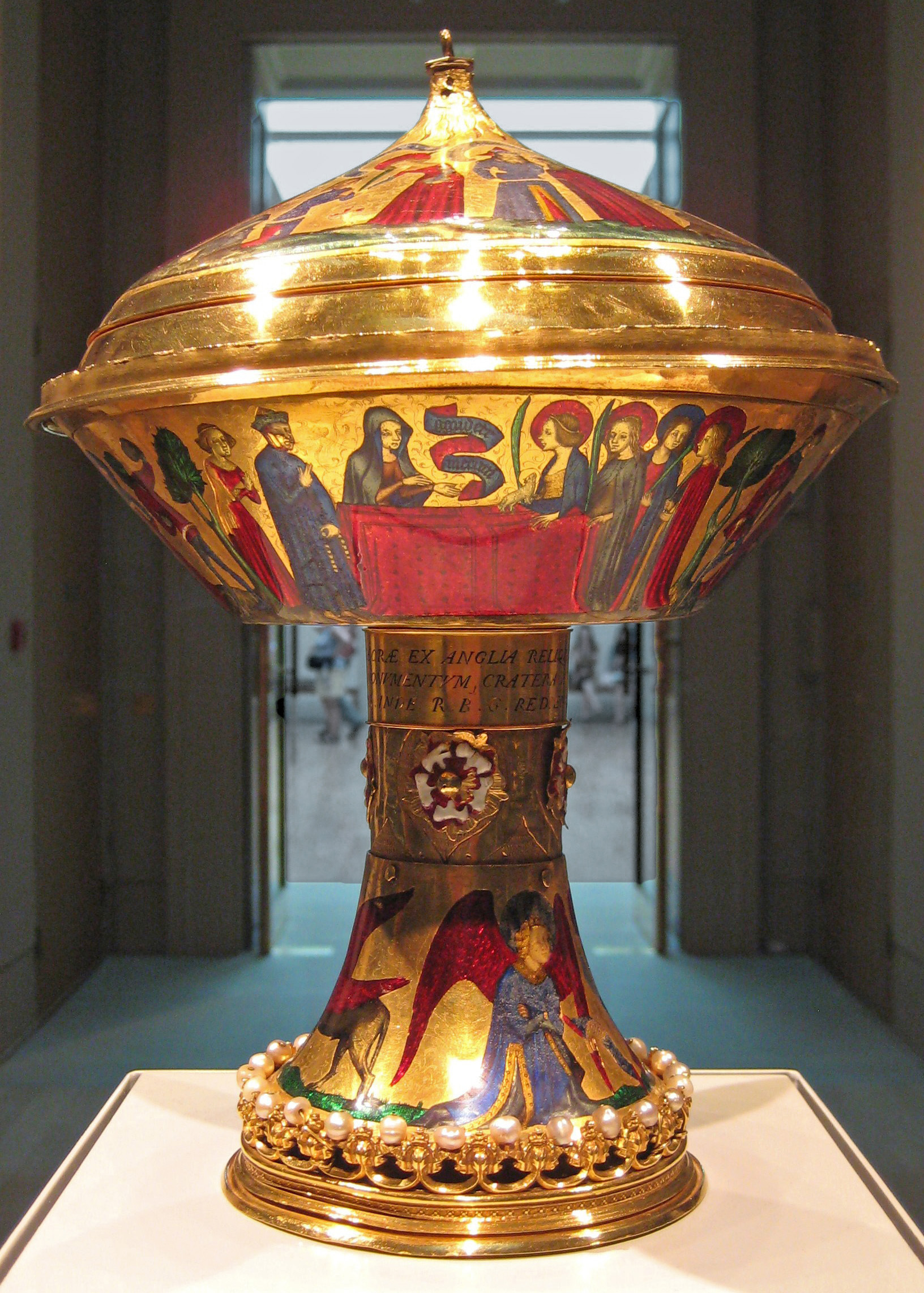
The Royal Gold Cup, 23.6 cm high, 17.8 cm across at its widest point; weight 1.935 kg, المتحف البريطاني. أغنيس الرومانية appears to her friends in a vision.

الكأس الذهبية الملكية أو كأس القديسة اجنس هو كأس من الذهب الخالص مزخرف بطلاء من مينا البورسلان وباللؤلؤ. صنع هذا الكأس للعائلة الملكية الفرنسية في نهاية القرن ال 14، ثم انتقل إلى عدة ممالك إنجليزية قبل أن يقضى حوالى 300 عام في إسبانيا. يوجد الكأس في المتحف البريطانى منذ عام 1892، حيث يعرض في قاعة 40، ويعد مثالًا حيًا مميزًا للأوانى الفرنسية في أواخر القرون الوسطى. ولقد وصف هذا الكأس بانه اروع القطع الملكية الناجية من العصر القوطى الدولى؛ ووفقاً لتوماس هوفنج المدير السابق لمتحف المتروبوليتان للفنون بنيويورك «من بين كل مجوهرات الامراء التي وصلت الينا هذه القطعة هي الاروع على الإطلاق__وذلك يشمل الكنوز الملكية».
الكأس مصنوع من الذهب الخالص بطول 6,23 سم (9,25 بوصة) ، وقطره 17,8 سم عند اوسع نقطة. كما يزن 1,953 كغم (4,26 رطل). له غطاء يفتح وكانت له قاعدة مثلثة يستند عليها ولكنها مفقودة الآن. وقد تم مد جزع الكأس مرتين باضافة عصابات اسطوانية مما يعنى انها كانت أقصر من ذلك في الاصل، وذلك يعطى الشكل العام (المتانة المعتاده مع الاناقة الممتلئة). مقبض الغطاء الاصلى مفقود، وقطعة للتزين مكونة من 36 لؤلؤة تم ازالتها من الطرف الخارجى للغطاء، يمكن رؤية مكانه الاصلى عند الشريط الذهبى حادالحواف. يفترض ان تتماشى هذه القطعة مع مثيلتها حول اسفل الكأس.